# Özgür Daniel Foster
Özgür Daniel Foster (* 2. Juli 1997 in Muğla) ist ein türkischer Schauspieler.

## Leben und Karriere
Foster wurde am 2. Juli 1997 in Istanbul geboren. Er studierte am Müjdat Gezen Sanat Merkezi in Marmaris. Sein Debüt gab er 2017 in dem Film Karanlıktaki Melekler. Danach trat er 2019 in Bilmemek auf. 2020 wurde Foster für die Serie Ya İstikal Ya Ölüm gecastet. Zwischen 2021 und 2022 war er in der Serie Annemizi Saklarken zu sehen. Anschließend spielte er 2022 in der Serie Tozluyaka die Hauptrolle.

## Filmografie (Auswahl)
- 2017: Karanlıktaki Melekler (Film)
- 2019: Tek Yürek (Fernsehserie, 1 Episode)
- 2019: Bilmemek (Film)
- 2020: Ya İstikal Ya Ölüm (Fernsehserie, 12 Episoden)
- 2021: Aşk 101 (Fernsehserie, 2 Episoden)
- 2021–2022: Annemizi Saklarken (Fernsehserie, 8 Episoden)
- 2021: Der Vogel und die Löwin (Fernsehserie, 2 Episoden)
- 2022: Tozluyaka (Fernsehserie, 26 Episoden)